# Мадагаскарская котловина
Мадагаска́рская котлови́на — подводная котловина в Индийском океане, расположенная к юго-востоку от острова Мадагаскар.
Котловина замыкается Маскаренским хребтом на севере, Центральноиндийским — на востоке и Западно-Индийским — на юге. Длина котловины составляет около 1800 км, наибольшая ширина — около 900 км, глубина — до 5815 м. Дно слагает песчанистый ил.